# Kaprosuchus
Kaprosuchus saharicus
Genre
Espèce
Kaprosuchus est un genre éteint de Crocodyliformes de la famille des Mahajangasuchidae. Il a été découvert au Niger où il vivait durant le Crétacé supérieur (Cénomanien) il y a environ 95 millions d'années.
La seule espèce connue est Kaprosuchus saharicus, décrite par Sereno & Hans C. E. Larsson (d) en 2009.

## Étymologie
Son nom signifie « crocodile sanglier » en référence à ses canines anormalement élevées qui ressemblent à celles d'un sanglier.

## Description

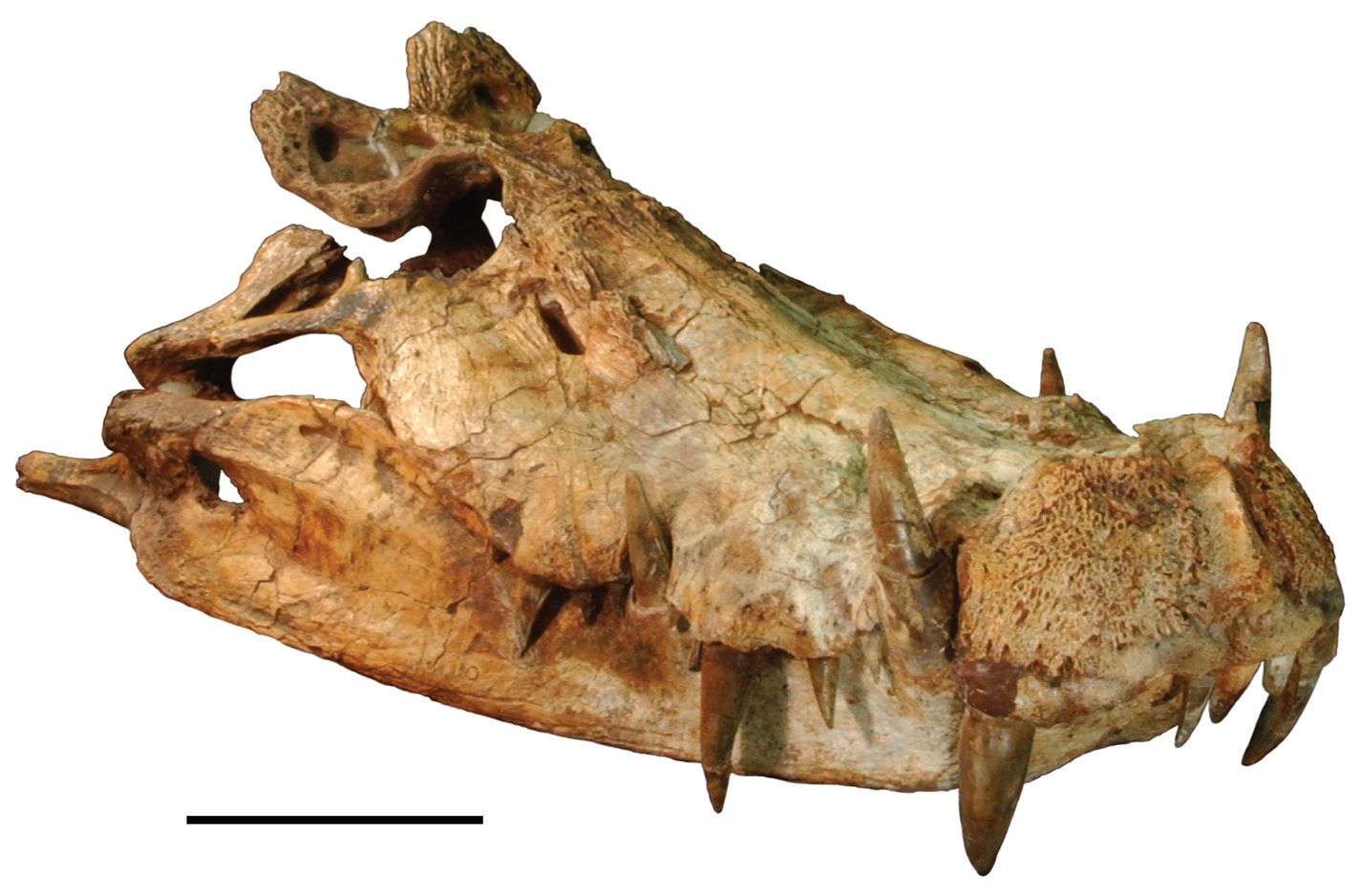
Crâne de Kaprosuchus sahariscus montrant bien les dents excroissantes. La barre horizontale mesure 10 centimètres.

Ce reptile disparu était carnivore et mesurait 6 m de long. La principale caractéristique de Kaprosuchus est ses trois ensembles de canines comme des défenses, dont l'un dans la mâchoire inférieure s'inscrivait dans les encoches de la mâchoire supérieure. Cette caractéristique est unique à Kaprosuchus, les autres crocodiliens ne partagent pas cette caractéristique. Une autre caractéristique de Kaprosuchus est la présence de grandes cornes rugueuses sur le crâne. 

## Écologie et comportement
Le descripteur Paul Sereno suggère que Kaprosuchus était un prédateur terrestre. En effet, il est hétérodonte, caractéristique plutôt terrestre, et les orbites sont positionnées latéralement et légèrement vers l'avant, ce qui prouve qu'il n'était pas adapté à la prédation aquatique où la tête peut être tenue sous l'eau tandis que les yeux restent au-dessus de la surface. Il possédait également un museau renforcé pour pouvoir encaisser de gros chocs, comme par exemple contre un autre gros vertébré. 
Toutefois, cette analyse n'est pas consensuelle (les yeux et les narines étant surélevés comme chez tous les crocodiles aquatiques), et nécessiterait plus de spécimens.